# Ramon de Araújo Siqueira
Ramon de Araújo Siqueira (sinh ngày 19 tháng 9 năm 1998) là một cầu thủ bóng đá người Brasil.

## Sự nghiệp câu lạc bộ
Ramon de Araújo Siqueira hiện đang chơi cho FC Ryukyu.